# Rucăr (gmina)
Rucăr – gmina w Rumunii, w okręgu Ardżesz. Obejmuje miejscowości Rucăr i Sătic. W 2011 roku liczyła 5752 mieszkańców.